# Mystacodon
Mystacodon — рід зубастих вусатих китів з пізньоеоценової формації Юмаке в басейні Піско на південному заході Перу. Це найдавніший відомий вусатий кит, який, ймовірно, годувався дрібною здобиччю на морському дні.

## Опис
Mystacodon ймовірно, мав довжину близько 3.75 або 4 м, що більше, ніж майже всі тогочасні вусаті кити. Порівняно з більш древніми китами-археоцетами, морда набагато більш сплощена, а ніздрі розташовані набагато вище морди. Це сплощення вказує на зниження функції різців і можливості захоплення, а збільшення довжини голови дозволило збільшити об’єм рота. Невідомо, чи були у кита вуса в роті, й, на відміну від археоцетів, у нього відсутній стрілоподібний гребінь, що вказує на зменшення скроневого м’яза, який використовується для кусання. Очні ямки пропорційно більші, спрямовані вперед і трохи більше підняті. Премоляри і моляри мають два корені. Плечова кістка на руці приблизно така ж довжина, як лопатка, і набагато довша за променеву та ліктьову кістки передпліччя, що спостерігається у сучасних повільних китів. Ймовірно, м’язи були постійно напружені, що не спостерігається в жодного іншого виду китів, можливо, для того, щоб допомогти рухатися по морському дну або підтримувати положення у воді.

## Палеобіологія
Mystacodon, ймовірно, живився через фільтр, й був перехідним етапом еволюції вусатих китів між хижацьким полюванням археоцетів і годуванням через фільтр більш сучасних вусатих китів. Можливо, кит харчувався знизу й ловив дрібну здобич.

## Таксономія
Mystacodon — найстаріший відомий вусатий кит, голотипний екземпляр, датований 36.4 мільйонами років тому до пріабону останнього еоцену. Голотип, MUSM 1917, містить мозковий череп, зуби, спинний мозок за винятком крижових хребців, деякі кістки плавників і ліву тазостегнову кістку. Спочатку він був віднесений до власної родини Mystacodontidae, ], але у 2018 році був переміщений до родини Llanocetidae разом із Llanocetus — другим за віком вусатим китом — і неописаним новозеландським зразком OU GS10897.
Назва роду Mystacodon походить від давньогрецького mystacos «вуса» (посилання на Mysticeti) та odontos «зуб». Назва виду, selenensis, походить від імені Селени, грецької богині Місяця, у зв’язку з місцевістю формації Юмаке, де вона була знайдена, Плайя-Медіа-Луна — «Пляж півмісяця».